# De Verwachting (Hollum)
De Verwachting – wiatrak w miejscowości Hollum, w gminie Ameland, w prowincji Fryzja, w Holandii. Pierwszy młyn w tym miejscu wzniesiono w 1840 r. Na krótko przed I wojną światową zamontowano w nim silnik, ale w następnych latach wciąż zasilał go wiatr ze względu na brak paliwa. W 1949 r. został zniszczony. W 1991 r. przeniesiono w to miejsce wiatrak z prowincji Overijssel. Posiada on dwa piętra, przy czym powstał na trzypiętrowej bazie. Jego śmigła mają rozpiętość 18,50 m. Wiatrak służył głównie do mielenia zboża.